# 車庫門

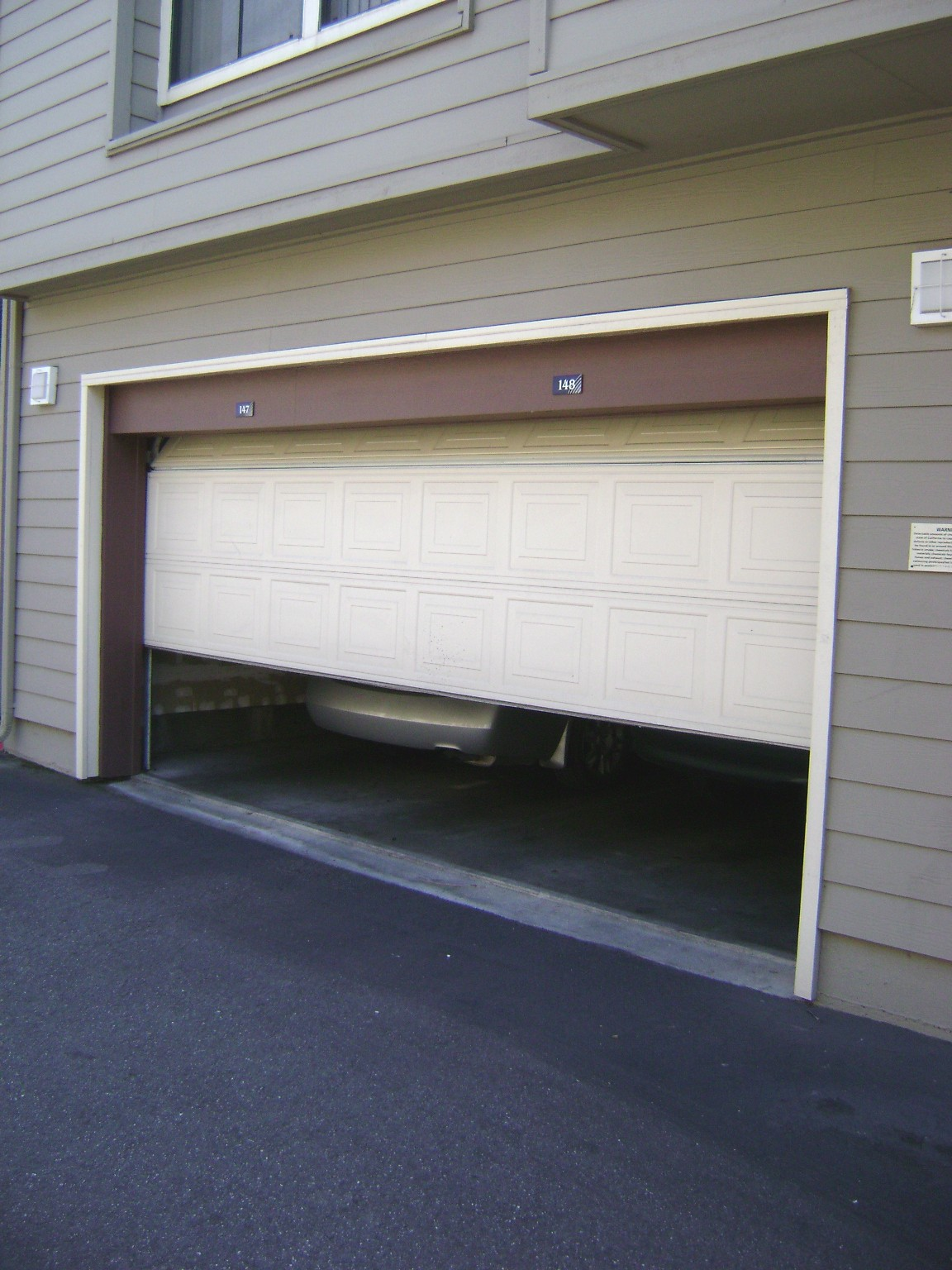
分段车库门

车库门（英語：garage door）是车库上的一扇大门，可以手动或通过电动机打开（车库门开启器）。 车库门通常足够大以容纳汽车和其他车辆。

## 概要
过去使用的高架车库门的典型版本本来可以做成一体式面板。现在，高架车库门的较新版本通常由几个铰接在一起的面板构成，这些面板沿着由滚轮引导的轨道系统滚动。車庫門分段通常由鋼或鋁製成。它們填充了幾公分厚的隔熱層。也可以使用玻璃面板。標準的門扇由 3-6 個元件組成。

## 历史
车库门的历史可以追溯到公元前450年，当时战车被存放在警卫室中，但是在美国，它们出现在20世纪初。